# Kriegsgräberstätte Bombenopfer Würzburg Hauptfriedhof
Die Kriegsgräberstätte Bombenopfer Würzburg Hauptfriedhof befindet sich links vor dem Haupteingang zum Hauptfriedhof Würzburg, der am Ringpark der Stadt Würzburg in Deutschland liegt. Hier ruhen 3.000 der insgesamt 5.000 Opfer des Bombenangriffs auf Würzburg am 16. März 1945.

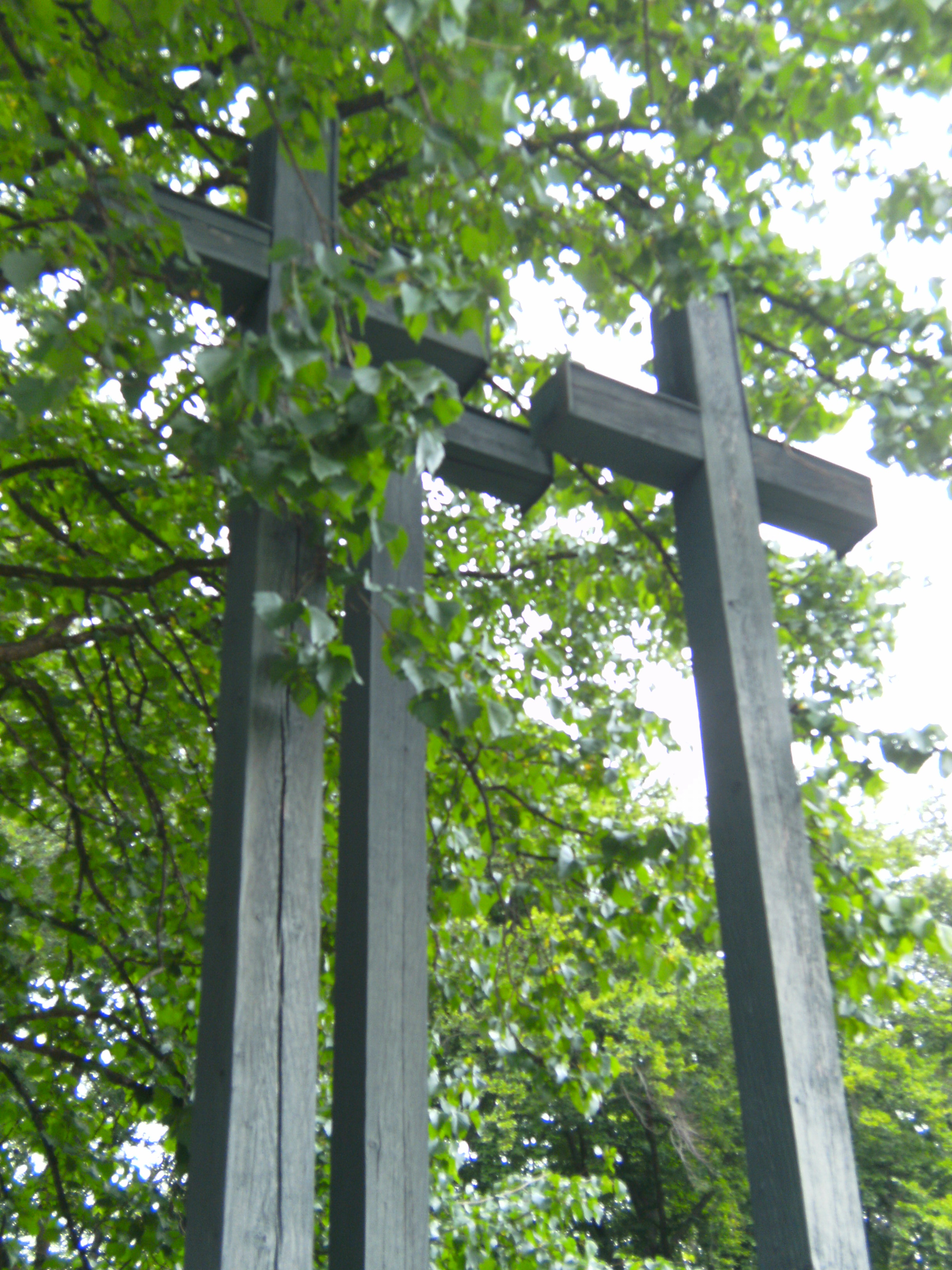
Kriegsgräberstätte Bombenopfer des Zweiten Weltkriegs Würzburg. Massengrab am Eingang zum Hauptfriedhof: Hochkreuze.

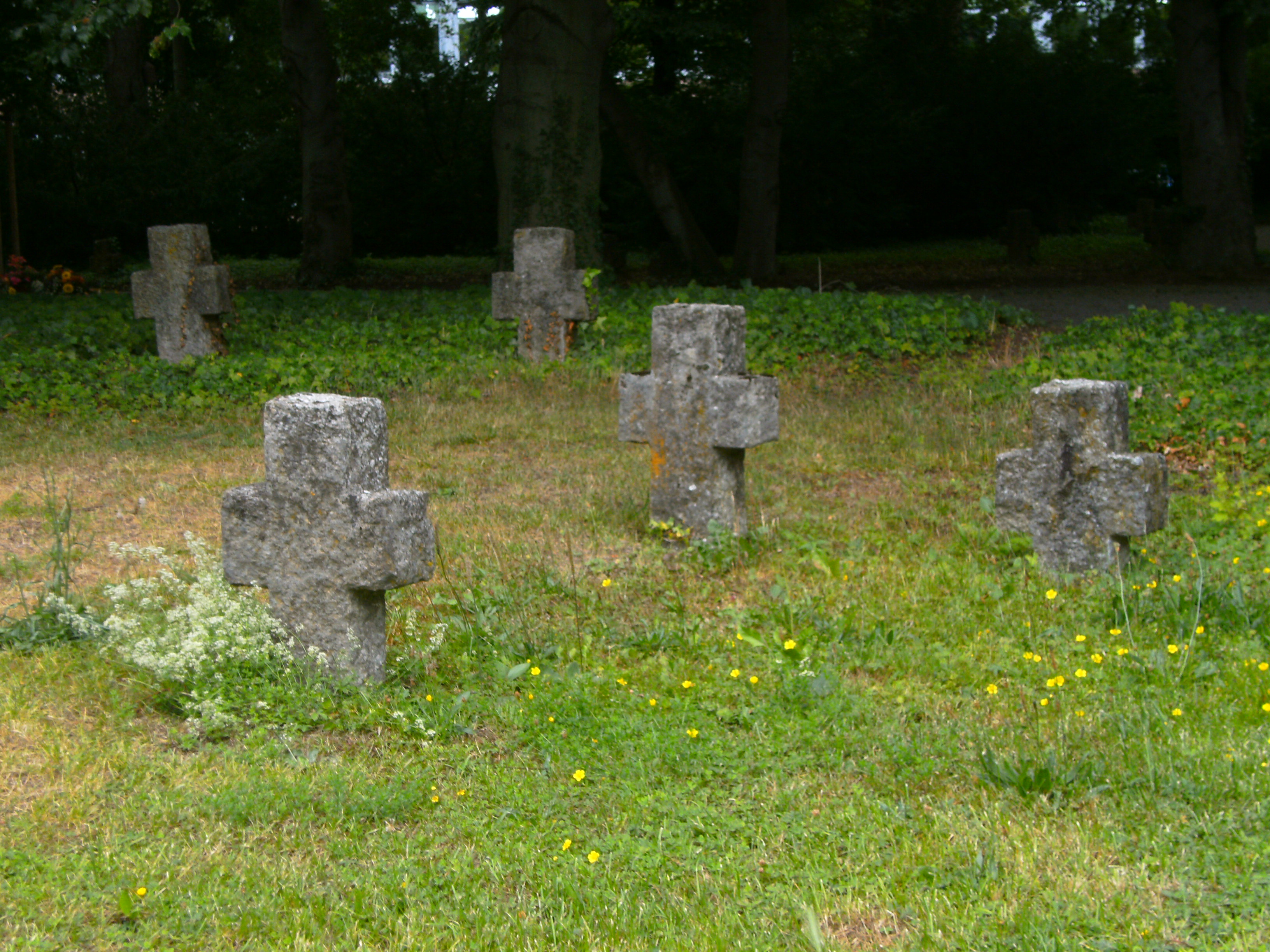
Kriegsgräberstätte Bombenopfer des Zweiten Weltkriegs Würzburg. Massengrab am Eingang zum Hauptfriedhof: Steinkreuze im vorderen Teil des Massengrabs.

## Das Geschehen

### Bombardierung
Die fränkische Stadt Würzburg gehörte zu den Städten im Deutschen Reich, die noch in den letzten Wochen des Zweiten Weltkriegs bombardiert wurden. Dem schwersten Angriff am Abend des 16. März 1945, ausgeführt durch die britische Royal Air Force, fielen etwa 5000 Menschen zum Opfer; die historische Altstadt wurde zu 90 % zerstört.

### Bergung der Bombenopfer
Die Bombenopfer wurden an der Stirnwand des linken Seitenschiffes im Würzburger Dom gelagert, bis sie in das Sammelgrab überführt werden konnten. An dieser Stelle im Dom, links nach der Eingangspforte, befindet sich heute ein Andachtsraum zur Erinnerung an die Kriegsopfer.

### Zitate von Zeitzeugen
„… Unter den Toten ist jedes Alter und Geschlecht vertreten, vom Säugling bis zum Greis. Es gibt unversehrte, blutige, zerquetschte, staubige, schwarze und verbrannte. Auch Teile von Leibern sind dabei. …“

„… Offenbar entwickelte sich eine so entsetzlich große Hitze mit Rauchentwicklung, dass sämtliche Insassen des Luftschutzkellers, nur Frauen und Kinder, schließlich erstickten und verschmorten. …“

## Kriegsgräberstätte Bombenopfer

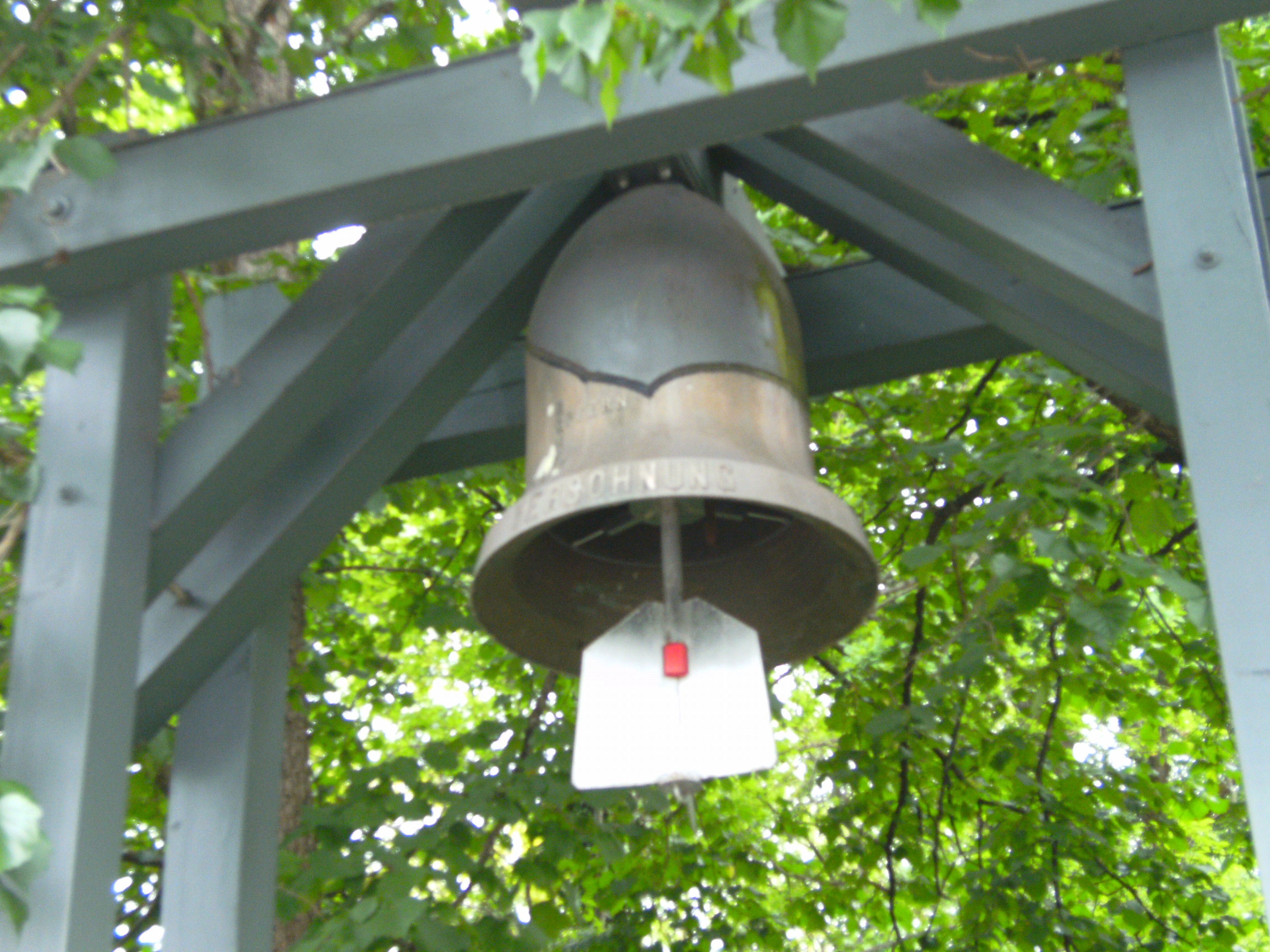
Kriegsgräberstätte Bombenopfer des Zweiten Weltkriegs Würzburg. Massengrab am Eingang zum Hauptfriedhof: Glocke zur Erinnerung und Versöhnung im Detail.

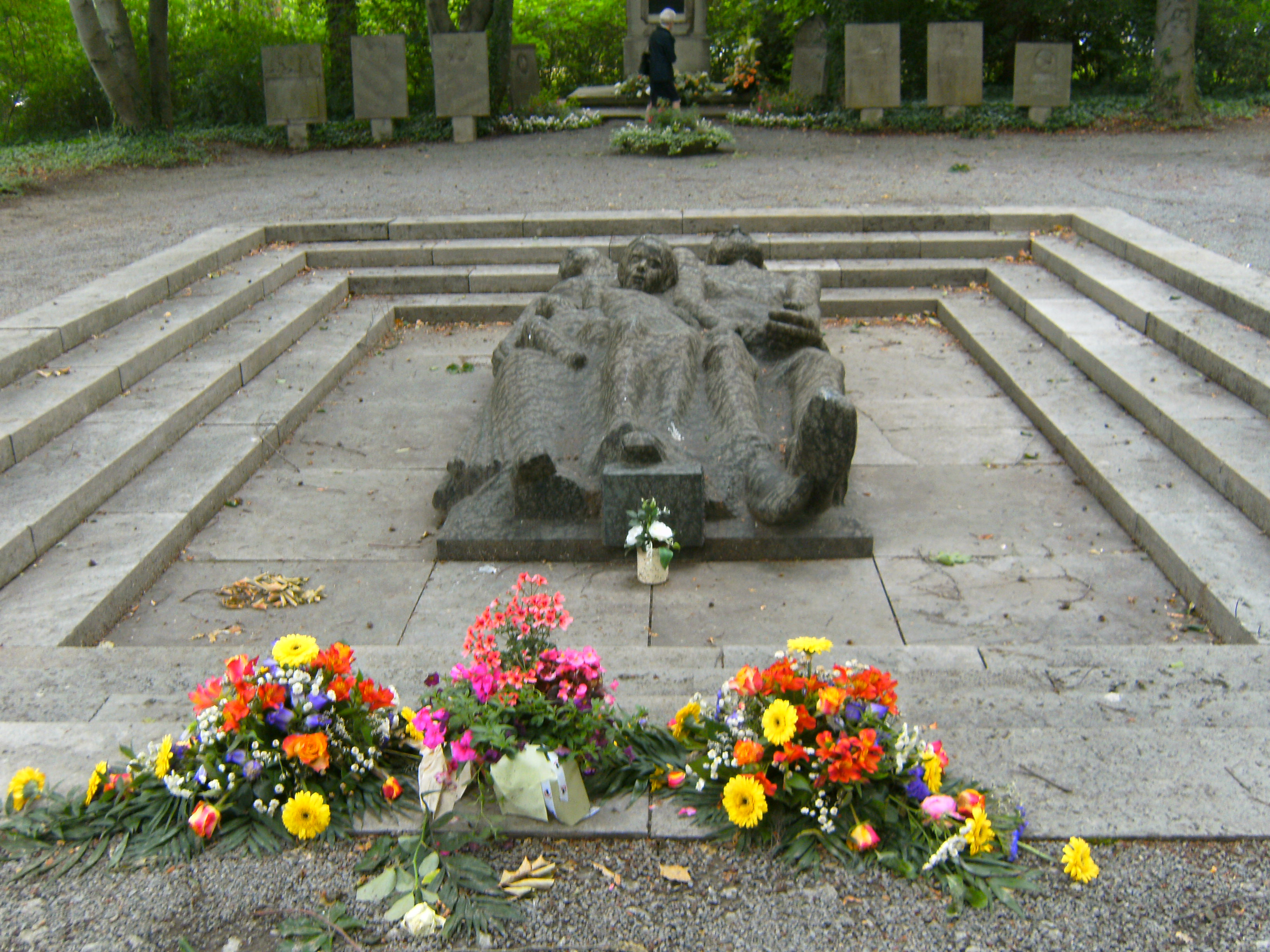
Kriegsgräberstätte Bombenopfer des Zweiten Weltkriegs Würzburg. Massengrab am Eingang zum Hauptfriedhof: Denkmal von Fried Heuler des Elternpaars mit Kind in Totenstarre.

Links vor dem Haupteingang zum Hauptfriedhof Würzburg befindet sich das Massengrab für die ca. 3000 geborgenen Bombenopfer. Der Hauptfriedhof selber war durch die Bombardierung nicht mehr benutzbar (keine Friedhofswärter, aufgerissene Gräber, umgestürzte Grabsteine). Am Rand des Ehrenmals ist die Nachbildung eines Sprengbombenbruchstücks, das zur Versöhnungsglocke von Würzburg aufbereitet wurde, zu sehen. In der Mitte des Massengrabgeländes wurde eine Denkmalplatte des Würzburger Bildhauers Fried Heuler in den Boden eingelassen, die symbolisch einen Mann, eine Frau und zwei Kinder überlebensgroß in Todesstarre zeigen. Das Massengrab säumen Gedenksteine an die Gefallenen des Ersten und Zweiten Weltkriegs sowie ein Obelisk für die Gefallenen von 1870/1871.

## Exkurs: Dokumentations- und Gedenkstätte
Nahe der Alten Mainbrücke rechts beim Eingang zum Grafeneckart wurden das Ausmaß der Zerstörung der Innenstadt in einer Dauerausstellung dokumentiert. Nachfolgenden Generationen sollen die Auswirkungen jenseits von statistischen Zahlen fassbar gemacht werden.